# 旧県知事公舎記念館
旧県知事公舎記念館（きゅうけんちじこうしゃきねんかん）は新潟県新発田市にある記念館である。

## 概要
明治42年（1910年）新潟市の営所通（現・中央区）に建てられた新潟県知事公舎の建物を昭和63年（1988年）新発田市の現在地に移築復元し記念館として公開している。
建物は公邸部分は洋館であるが私邸部分は和風建築となっている。
現存する知事公舎としては日本最古のものである。
1947年（昭和22年）10月、昭和天皇の戦後巡幸の際に宿泊に用いられた応接間も公開されている。

## 詳細
入場料、開館時間、休館日などは外部リンクを参照。

## 交通アクセス
2021年4月現在の情報を掲載する。
- JR新発田駅から新潟交通観光バス 赤谷方面行（所要約15分）を利用し、「五十公野支所前」下車後、徒歩約5分[2]

## 周辺
- 五十公野御茶屋
- 五十公野公園